# Ruisseau des Charbonniers
Der Ruisseau des Charbonniers ist ein linker Zufluss der Mosel in Frankreich.
Er hat eine Länge von 8,7 km, ein Wassereinzugsgebiet von 20,8 km²
und mündet in Saint-Maurice-sur-Moselle (Grand Est).